# Gendarmerie roumaine
 (août 2021).
Si vous disposez d'ouvrages ou d'articles de référence ou si vous connaissez des sites web de qualité traitant du thème abordé ici, merci de compléter l'article en donnant les références utiles à sa vérifiabilité et en les liant à la section « Notes et références ».
 (avril 2016).
La Gendarmerie roumaine (en roumain : Jandarmeria Română, prononciation API : /ʒɒn.dar.mɜ'ri.a ro'mɨ.nə/) est le corps de gendarmerie nationale de la Roumanie, une force de police à statut militaire. Elle constitue l'une des deux forces de police du pays, aux côtés de la police roumaine, qui, elle, est à statut civil. Toutes deux relèvent du Ministère de l'Administration et de l'Intérieur.

## Dates clés
- 3 avril 1850 : création de l'institution sous la dénomination de « Légion pour la réforme du corps des serviteurs gendarmes ». La gendarmerie roumaine a été réorganisée à plusieurs reprises.
- 1er septembre 1893 : promulgation de la loi sur la gendarmerie rurale lui conférant, selon le modèle français, une personnalité distincte au sein des institutions étatiques.
- Dissoute lors de l'occupation soviétique en 1949, la gendarmerie avait jusque-là trois compétences principales : la police rurale, la protection des points sensibles, le maintien de l'ordre public.
- 1er septembre 1989 : inspirée des textes de la gendarmerie française, une première loi d'organisation lui donne pour mission de protéger les personnes et les biens.
- Recréée officiellement le 5 juillet 1990 suivant l'exemple français, la gendarmerie voit son organisation définie par une loi propre votée par le Parlement le 18 juin 1998.

Cette loi lui attribue de nouvelles compétences, renforce sa position, et doit à l'avenir lui conférer des missions supplémentaires lui permettant ainsi de conforter sa place dans le système de sécurité et retrouver l'ensemble des missions qu'elle exerçait jusqu'en 1949. La gendarmerie roumaine fait désormais partie des forces de sécurité, au même titre que la Police, le SRI (Service roumain de renseignements, les services secrets roumains) et le SPP (Service de protection et de garde des hautes personnalités). C'est la plus importante force de sécurité.
La gendarmerie roumaine est membre de l'Association internationale de gendarmeries et forces de police à statut militaire, association qui regroupe les forces de police à statut militaire de l’espace euro-méditerranéen et dont les gendarmeries (ou forces assimilées) de France, d'Italie, d'Espagne et du Portugal sont les premiers membres.

## Missions
Elle assure notamment :
- la garde et la défense des points sensibles d'importance nationale, des missions diplomatiques et des représentations étrangères ;
- la protection des tribunaux ;
- la garde des transports de valeur et de produits spéciaux (explosifs, matières radioactives, substances toxiques) ;
- la sécurité des aéroports internationaux en remplaçant l'armée de terre (formation en France à la GTA) ;
- l'ordre public depuis le 1er septembre 2000 autour des écoles sensibles ;
- avec la police, la prévention et la répression des infractions.

En temps de guerre, elle est une composante des forces armées. À terme, la gendarmerie roumaine sera la principale force de sécurité du pays, tant par ses effectifs que par l'étendue de ses compétences.

## Historique

### Création de l'institution et période soviétique (1850-1989)
La Gendarmerie voit le jour en Moldavie le 3 avril 1850, quand le Prince de Moldavie Grigore Alexandru Ghica signe son acte de naissance « La loi pour la réforme des serviteurs en gendarmerie ».
La première réunion roumaine (Principautés unies de Moldavie et de Valachie) le 24 janvier 1859, la Guerre d’Indépendance (1877-1878), la Première Guerre mondiale (1916-1919) suivie par la grande réunion de 1918, et la Deuxième Guerre mondiale (1941-1945) sont quelques moments forts de l’histoire moderne roumaine auxquels la Gendarmerie a apporté une contribution notable.
Mais la vraie contribution de ce premier siècle d’existence de la Gendarmerie est le combat quotidien et peu connu contre l’insécurité, le désordre, et la criminalité pour la protection des citoyens et de l’État. C’est ce combat qui a assuré la noblesse de son blason, la reconnaissance de la nation et sa place dans l’histoire roumaine[évasif].
La fin de la Deuxième Guerre mondiale crée un contexte défavorable à la Gendarmerie, marqué par l’occupation militaire soviétique de la Roumanie.
Dans ce contexte commence en 1945, le processus d’affaiblissement et de « transformation révolutionnaire » de la Gendarmerie. Il continue avec plus de force les années suivantes avec comme but l'asservissement complet de cette institution au nouveau régime communiste appuyé par les Soviétiques. Des purges successives et sélectives sont organisées, l’endoctrinement et le contrôle politique de toutes les activités sont imposés, le personnel professionnalisé est en partie remplacé par des conscrits sélectionnés sur des « critères de classe ». Quoique la criminalité connut des taux élevés dans la période d’après-guerre, certaines procédures normatives soviétiques sont adoptées et généralisées dans l’activité courante.
La modification essentielle du rôle de cette institution est réalisée par la Loi n°59 du 28 mars 1947 qui prévoit que la Gendarmerie soit rattachée au Ministère de L’Intérieur. Cette loi limite l’action de la Gendarmerie qui devient un « corps auxiliaire » de la Police.
Les réformes se poursuivent ensuite. En effet, le Décret n°2199 du 31 décembre 1948, concernant la création des Troupes du Ministère des Affaires intérieures, le Décret n°25 du 22 janvier 1949 concernant la création de la Milice et le Décret n°163 du 7 février 1949 concernant la création des Troupes de Sécurité réorganisent complètement l'ensemble du système d’ordre public roumain.
La Gendarmerie n’existe plus comme institution, ses tâches de police générale et judiciaire et ses effectifs qui en étaient chargés sont englobés dans la Milice populaire, créée sur le modèle soviétique. Les effectifs mobiles et de garde constituent quant à eux les Troupes de Sécurité.
La période communiste (1948 à 1989) fut clairement une période de régression pour l'institution. Elle perdait sa dénomination, ses missions étaient réduites ou transférées vers d’autres organismes. Les purges effectuées contre le personnel professionnel, remplacé à 90 % par des conscrits, achevaient le déclin.

### Rétablissement de la gendarmerie après 1989
Le processus de rétablissement de la Gendarmerie après la révolution de décembre 1989 a été difficile, long, complexe et inachevé. On peut distinguer quatre phases successives : celle de la crise identitaire suivie d’une phase de transition, puis d’une période de développement pour atteindre l’étape de modernisation qui marque le présent.

#### Les Troupes de Sécurité
La révolution de 1989 a surpris la société et les institutions de l’État roumain socialiste, entraînant une confusion qui a eu un effet direct sur les trois conditions essentielles au bon fonctionnement des institutions de l’État : la stabilité, la continuité et l’autorité.
Pour les Troupes de Sécurité, chargées de ces 3 missions, la situation a généré une crise identitaire sur leur place et leur rôle.
Traditionnellement sous les ordres du Ministère de l’Intérieur qui fut presque entièrement démantelé par le courant révolutionnaire et par l’action de l’armée qui venait de prendre le contrôle de la situation, les Troupes de Sécurité sont confrontés à un contexte politique et social caractérisé par l’instabilité et une isolation relative de la Roumanie.
Une des mesures prises en urgence a été l’incorporation des Troupes de Sécurité dans l’Armée roumaine. Cette mesure, qui a assuré la stabilité et aussi la continuité de l'institution, était en cohérence avec la volonté de l'armée d’élargir son contrôle sur la société en ayant non seulement le monopole des actions de défense, mais également celui de l'ordre public.
Les missions des Troupes de Sécurité sont diverses : garde des points sensibles, maintien d’ordre public avec la Police, appui aux nouvelles autorités qui venaient de s’installer à la suite de la révolution, etc. La nécessité et la continuité de ce rôle ont constitué la base de sa légitimité et, implicitement, ont assuré la préservation de son autorité.
D’ailleurs, l’autorité des Troupes a surtout été mise en cause par un mot qui se trouvait dans la dénomination de l’institution –Sécurité - et par le degré d’implication de l’institution dans la répression de la révolte populaire du 17-22 décembre 1989.
Le terme « sécurité » faisait référence à la police politique du régime communiste. La Sécurité avait été responsable de la dure répression des années 1950-1964 et du contrôle politique et informatif qu’exerçait le Parti Communiste Roumain contre toute dissidence. Assimilé au mot « répression » dans cette période agitée alors que la société cherchait des responsables tout en commençant de se réformer, ce mot « sécurité » a produit beaucoup de dégâts pour l’autorité de la nouvelle institution.
Le problème n’était pas ce qu'elle avait fait, mais ce qu’elle représentait par sa dénomination. C’était la deuxième fois, en 50 ans, que cette institution se trouvait confrontée au même problème.

#### Crise identitaire: décembre 89 à septembre 90
La complexité et la dynamique de cette étape de la crise identitaire peuvent être relevées dans les changements produits dans la dénomination et l’organisation des Troupes dans les neuf mois qui suivirent la révolte populaire :
- au cours de la nuit du 22 au 23 décembre 1989, le commandant des Troupes de Sécurité rapportait à son Superior[5] que  « par ordre du général Militaru[6], les Troupes étaient passées dans la subordination de l’Armée comme institution, et lui personnellement dans la subordination directe du général Militaru »[7] ;
- le 28 décembre 1989 à la suite de la décision du Front de Salut National[8] « À partir de la date mentionnée, le Commandement des Troupes de Sécurité passe dans la subordination du Ministère de la Défense nationale, en devenant le Commandement des Troupes d’Infanterie, et les grandes unités et unités de sécurité sont de grandes unités et unités d’infanterie » ;
- quelques jours plus tard, la dénomination était changée en « Commandement des Troupes d’Infanterie Moto », pour éviter des confusions avec les catégories des troupes qui existaient déjà au Ministère de la Défense nationale ;
- le 30 janvier 1990, la dénomination « Commandement des Troupes d’Infanterie Moto » se rechangeait en « Commandement des Troupes de Défense Territoriale » ;
- le 13 mars 1990, le « Protocole entre le Ministère de la Défense nationale et le Ministère de l’Intérieur pour le transfert du Commandement des Troupes de Défense Territoriale avec ses grandes unités et unités au Ministère de l’Intérieur » prévoyait le transfert des 15 980 militaires et de tous les éléments logistiques et financiers nécessaires pour le bon fonctionnement des unités, au ministère de l’Intérieur ;
- le 21 mars, la dénomination des Troupes de Défense Territoriale, qui venaient d’être transférées au Ministère de l’Intérieur, se changeait encore une fois en « Troupes de Garde et Ordre » ;
- le 5 juillet – L'arrêté du Gouvernement no.0749 qui statue la création du Commandement des Troupes des Gendarmes fut complété par l’Ordre du Ministre de l’Intérieur qui décidait « Art. 1- À partir de la date de 5 juillet 1990, le Commandement des Troupes de Garde et Ordre se transforme en Commandement des Troupes des Gendarmes » ;
- le 1er septembre 1990 est approuvée la nouvelle structure organisationnelle du Commandement des Troupes de Gendarmes, des grandes unités et des unités.

Au 1er septembre 1990, l’étape de la crise identitaire prend fin. Les disputes sur la place des troupes, marquée par le transfert Intérieur- Défense- Intérieur et sur leur rôle – activité de type défense, police militaire ou activité de type ordre et sûreté publique ont été tranchées en faveur de l’Intérieur et pour l’activité d’ordre et de sûreté publique. 
Une certaine ambiguïté de rôle subsiste toutefois par la dénomination Troupes des Gendarmes qui, par le mot Troupes, reflète l’apport important de personnels venant de la conscription. Or les missions de type ordre et sûreté publique (gendarmerie) réclamaient un personnel professionnalisé.
De cette étape, les Troupes, héritières de l’ancienne Gendarmerie, sortent renforcées. Les effectifs sont augmentés, la structure organisationnelle est consolidée quantitativement et qualitativement, tout en assurant une meilleure couverture du territoire. Elles retrouvent leur place traditionnelle au Ministère de l’Intérieur et une partie de leurs missions est redéfinie. Aussi, la société roumaine, qui venait de commencer le long et difficile processus de la transition entre socialisme et capitalisme, était devenue consciente de l’importance d’une institution comme la Gendarmerie, garante de la stabilité et de la démocratie.
L'institution retrouve donc sa dénomination de Gendarmerie ainsi que sa mission initiale : servir et protéger les citoyens et l’État de droit.

#### Transition: septembre 90 à 1998
Une fois la crise identitaire dépassée, les Troupes des Gendarmes commencent un long et difficile processus de transition vers une vraie institution d’ordre public.
Dans un contexte politique, économique et social inédit caractérisé par l’incertitude et l’instabilité, plusieurs axes de réforme furent définis :
- réaliser une couverture nationale par la création des unités territoriales en chaque département ;
- réorganiser et professionnaliser progressivement l’institution ;
- réformer le contenu de la formation par l’introduction des nouvelles tactiques, techniques, et de nouveaux procédés d’action, mais aussi de nouvelles valeurs démocratiques ;
- accomplir avec efficacité les missions confiées par la loi et accroître l’image et la crédibilité de l’institution ;
- assurer le soutien logistique nécessaire au fonctionnement et à la modernisation de l’institution ;
- assurer la stabilité et l’évolution de l’institution ;

Dans les départements où il n’y avait pas encore d’unité de gendarmerie ont été créées dans un premier temps des structures de type détachement puis, dans un second temps, des bataillons des gendarmes, le but étant de couvrir l'ensemble du territoire avec des unités territoriales.
De plus, en octobre 1991, à la suite d'événements violents survenus entre la population roumaine et celle d’origine hongroise à Târgu Mureș en mars 1990, une brigade de gendarmes fut créée dans cette ville. Avec celle-ci, le nombre de brigades a été augmenté à 9 et, en 1995 à 10, à la suite de la création de la Brigade de gendarmes de Ploiesti.
La professionnalisation de l’institution a été timide et difficile, fortement touchée par le contexte économique défavorable, par le conservatisme et par l’opposition de la police. Ce processus a été réalisé par trois voies : l’apport fourni par les écoles d'officiers et de sous-officiers, le recrutement de gendarmes engagés sous contrat et de personnel militaire et civil d’encadrement pour combler les besoins de l’institution.
Concernant la formation du personnel, ressource stratégique de la gendarmerie, l’effort a été dirigé pour assurer le bon niveau d’instruction pour le personnel temporaire  et accroître le niveau de performance du personnel permanent. Chaque année, presque 15 000 conscrits sont passés par différents stages de formation initiale et continue et en moyenne, 3 000 officiers et sous-officiers l'ont été.
Cette étape a été marquée par de nombreuses convulsions sociales et politiques, dans une période de crise économique. La gendarmerie a alors été en première ligne pour assurer la stabilité et la résolution paisible des conflits.
Les quatre minériades, des dizaines de conflits inter-ethniques, quelques dizaines de milliers de manifestations politiques, sociales, syndicales, sportives, culturelles et artistiques ont été gérées par la gendarmerie, parfois avec la police. De plus, la gendarmerie a participé aux côtés de la police aux actions quotidiennes et temporaires de prévention et de lutte contre la criminalité, croissante en cette période, tout en assurant la garde de presque 800 objectifs sensibles.
Le soutien logistique a été fortement touché par la crise économique de la période de transition, ce qui a retardé et parfois bloqué l’évolution normale de l’institution. Mais, plus que cela, ce furent les difficultés liées à l’augmentation des compétences et à la recherche de la stabilité qui marquèrent cette période. Chaque institution voulait élargir son champ de compétences légales et la police voulait avoir le monopole de l’ordre et de la sûreté publique.
La gendarmerie, tout en cohérence avec son évolution historique, recherchait sa Loi organique spécifique qui garantirait son identité. Le fait que les compétences de la gendarmerie étaient prévues dans la loi organique du Ministère de l’Intérieur, mêlées avec celles de la police, sans avoir une distinction claire, était perçu comme un péril par le commandement des Troupes des Gendarmes.
Alors que s’effectuait le retour à la gendarmerie traditionnelle avec toutes les compétences de police administrative et judiciaire et avec le maillage territorial capable de couvrir le milieu rural, il y eut un ample processus de promotion de la loi organique de la gendarmerie. Les solutions identifiées étaient claires : soit transférer des compétences et des effectifs de la police qui agissaient en milieu rural (presque 10 000 policiers) à la Gendarmerie, soit assumer les responsabilités de la police rurale puis remplacer progressivement ces policiers par des gendarmes professionnels.
Malgré un lobbying parlementaire favorable, fondé sur les explications constructives d'une nécessité de renforcer l’activité d’ordre public en milieu rural, le politique en bonne relation avec la police, encore militarisée à ce moment-là, préféra la solution d’un système dual  et refusa la dualité. 

#### Développement: 1998-2005
Après 8 ans d’attente, le 18 juin 1998 était publiée, au Moniteur officiel no 224, « La loi no 116 concernant l’organisation et le fonctionnement de la Gendarmerie roumaine ». Enfin, après 50 ans, l’institution avait de nouveau une loi organique qui réparait une injustice et remettait à son droit la dénomination traditionnelle : Gendarmerie roumaine.

En conformité avec le premier article de la loi, la Gendarmerie roumaine était définie comme « institution militaire spécialisée de l’État, composante du Ministère de l’Intérieur, qui exécute, conformément à la loi, les attributions qui lui reviennent concernant la garde et la défense de certains objectifs, des biens et des valeurs qui ont une importance à part, le maintien et rétablissement de l’ordre public, l’accomplissement de missions de prévention et de neutralisation des actes terroristes et de diversion sur le territoire de la Roumanie ».
Concernant la place, la loi ne traite plus la Gendarmerie comme une force, elle devient une institution militaire spécialisée au même titre que la Police roumaine et que les autres institutions d’ordre et sûreté publique roumaines. D'ailleurs, le mot « Troupes » n’existe plus dans la dénomination de la Gendarmerie et elle devenait roumaine, titre qui ne renvoie pas seulement à sa compétence nationale, mais aussi à ses responsabilités en concordance avec la norme constitutionnelle « La Roumanie est un État national unitaire ».
En ce qui concerne le rôle, la loi reconnaissait l’importance de la Gendarmerie et les progrès faits, en attribuant à la Gendarmerie des nouvelles compétences qui lui permettaient de retrouver 60 % des missions qu'elle exerçait avant 1949. Elle assure notamment : le maintien de l’ordre ; la garde et la défense des points sensibles d'importance nationale, des missions diplomatiques et des représentations étrangères ; la protection des tribunaux ; la garde des transports de valeur et de produits spéciaux (explosifs, matière radioactive, substances toxiques) ; la sécurité des aéroports internationaux en remplacement l'armée de terre ; l'ordre public autour des écoles sensibles ; la prévention et la répression des infractions en coopération avec la police ; l’intervention en situations d’urgence civile, l’accomplissement de missions de défense opérationnelle du territoire en temps de guerre, devenant alors une composante des forces armées.
La structure organisationnelle prévoit : le Commandement de la Gendarmerie roumaine, 9 Commandements de Gendarmerie Territoriale et le Commandement de Gendarmerie de la ville de Bucarest, 41 Commandements de Gendarmerie Départementale, 9 Bataillons de Gendarmerie Mobile, une Brigade de Gendarmerie Mobile, 5 Unités Spéciales de Gendarmerie, 11 écoles et Centres d’Instruction et 4 Bases destinées à assurer le soutien logistique.
Cette structure a été le point de départ pour réaliser, à partir de l’année 2001, un ample processus de création de maillage territorial de la gendarmerie. Basés sur une forte demande de création de postes de gendarmerie qui venait du milieu rural, mais aussi urbain, près de 400 postes de gendarmerie ont été créés, de 2001 à 2005, couvrant une grande partie du territoire.
Cette démarche a été appuyée par l’ample activité de professionnalisation du personnel : tout d’abord, les unités mobiles qui, en 1999, à la suite de deux « minériades », furent entièrement encadrées par du personnel professionnalisé ; et ensuite les unités territoriales où la situation a évolué plus lentement faute de ressources financières et de volonté.
La chose remarquable de cette étape a été l’ouverture vers international, marquée par l’intégration de la Gendarmerie roumaine à partir de 2002 à la FIEP ; la participation, à partir de 2002, avec un détachement de gendarmerie de 115 gendarmes, à la Mission de maintien de la paix UNMIK au Kosovo ; l’ouverture de L’École des Officiers de la Gendarmerie roumaine qui a aussi une vocation internationale à travers le Cours Supérieur International ; et par l’activité intense du premier projet PHARE « Modernisation des structures et des pratiques de la Gendarmerie roumaine », financé par l’Union Européenne.

#### Modernisation: depuis 2005
Le 13 mars 2005, une nouvelle loi portant sur l’organisation et le fonctionnement de la Gendarmerie roumaine entre en vigueur et met fin aux disputes avec la police sur le système des forces de l’ordre et de sûreté publique.
L’article 1 de cette loi donne les éléments principaux : « La Gendarmerie roumaine est une institution spécialisée de l’État, à statut militaire, composante du Ministère de l’Administration et de l’Intérieur, qui exerce, dans les conditions de la loi, les missions qui lui incombent concernant la défense de l’ordre et de la paix publics, des droits et des libertés fondamentaux des citoyens, de la propriété publique et privée, la prévention et la découverte des infractions et des autres violations des lois en vigueur, ainsi que la protection des institutions fondamentales de l’État et la répression des actes de terrorisme. »
Résultat d’un travail d’adaptation et de modernisation de la précédente loi organique, la nouvelle loi préfigurait les nécessaires évolutions pour l’intégration de l’État roumain dans l’Union Européenne en 2006. En accord avec les demandes d’ordre et de sûreté publique, la loi venait de clore les discussions sensibles sur l’architecture du système de sécurité publique. Elle confirmait le système dual d’ordre et sûreté publique basé sur deux forces principales – police, avec statut civil, et gendarmerie, avec statut militaire – qui exercent le droit de police de l’État, mais sur des compétences différentes.
Sur la base de cette loi, la structure de la gendarmerie organisée selon des principes militaires, comme système unitaire de forces et de moyens réalisés en accord avec l’organisation administrative et territoriale du pays, a gagné en souplesse et efficacité. Toutefois, elle revenait à la structure traditionnelle de la gendarmerie basée sur la structure d’inspectorat au niveau du département et introduisait la structure groupement pour les unités mobiles avec des compétences régionales.
Concernant les compétences, elles étaient mieux définies, avec trois axes principaux : ordre public partialement partagé avec la police, garde de certains bâtiments publics et renfort pour les situations de crise et d’urgence civile. Ces compétences ont été clarifiées et renforcées par plusieurs lois qui sont apparues plus tard (ex. Loi 4/2008 pour la prévention et l’action contre la violence à l’occasion des compétitions et jeux sportifs).
Qui plus est, dans la complexité du système de sécurité publique roumain, la Gendarmerie a appris à mieux coopérer avec la police dans le cadre créé par le système dual d’ordre et sûreté publique, mais aussi avec les autres institutions de l’État roumain. Elle a ainsi pu accroître son efficacité à travers cette coopération.
Les processus ouverts par cette loi ont permis des avancées considérables dans divers domaines : consolidation de ses compétences légales ; professionnalisation intégrale de la gendarmerie en décembre 2006 ; deux réorganisations (une en 2005 quand ont été dissoutes une partie des structures territoriales – une partie de ses brigades rurales et urbaines- qui venaient d’être créées et une autre en 2011, lorsque les effectifs ont été réduits) ; modernisation des structures et des pratiques ; intégration dans la Force de Gendarmerie Européenne en 2008 et la participation active aux missions de maintien de la paix en Kosovo, en Géorgie et en Afghanistan ; renforcement de la formation de base sur les compétences ; meilleure coopération avec les autres institutions.
D’autres chantiers sont en cours, d’autres pistes de réflexion seront ouvertes pour soutenir le processus de modernisation de l’institution. Demain, elles relèveront de l’histoire de la Gendarmerie.

### Conclusions
La perspective historique des 23 premières années de processus de restauration de la Gendarmerie peut témoigner de la difficulté de la tâche accomplie jusqu’en 2013. Elle met en évidence quelques conclusions concernant le processus de rétablissement de la Gendarmerie :
- L’Histoire a joué un rôle important dans le processus de rétablissement de la Gendarmerie. Effacée temporairement par un modèle étranger, la Gendarmerie a trouvé la force et l’inspiration dans son histoire et ses traditions pour enclencher et alimenter ses démarches qui lui ont permis de se réinventer et de revenir comme institution de plein droit de l’État roumain.

- Le contexte historique a généré une nouvelle forme de manifestation du modèle Gendarmerie par la création du système dual d’ordre et sûreté publique basé sur le partage des compétences légales entre police et gendarmerie. Ce système hybride, adapté aux exigences de la société roumaine, assure un niveau élevé de sécurité publique en Roumanie et une place essentielle pour la Gendarmerie dans cette architecture.

Concernant le rôle des personnalités dans l’histoire, les activités et les idées promues et soutenues, après la révolution, par le premier commandant de la Gendarmerie gl. lt. dr. Bunoaica Ion restent définitives, même aujourd’hui.
La matrice culturelle du peuple roumain a eu sa part dans ce processus de rétablissement de la Gendarmerie. Peuple d’origine latine, les Roumains se sentent en sécurité avec une force de police qui a un statut militaire. Le taux élevé de crédibilité de la Gendarmerie en témoigne.
Les frictions avec la police et autres institutions de sécurité publique ont constitué un facteur positif qui a dynamisé le processus de rétablissement de la gendarmerie et ont assuré une plus grande qualité dans l’évolution des deux institutions.
Une dernière chose qui ne doit pas être négligée dans le processus de transition et de modernisation de l’institution entre les années 2000 et 2010, est l’appui constant apporté par la Gendarmerie Nationale française, soit à travers des projets bilatéraux, soit à travers des projets européens. 
La présence quasi solitaire dans l’espace est-européen de la Gendarmerie roumaine, a réussi avec beaucoup de difficultés un long et difficile processus de restauration après la chute du système socialiste. En faisant preuve de dynamisme et d’innovation, cette institution a réussi non seulement un rétablissement historique, mais aussi une modernisation de qualité en accord avec les nouveaux défis sécuritaires.